# 디지털 컨버전스
디지털 컨버전스(Digital Convergence)는 하나의 기기나 서비스에 모든 정보통신기술이 융합되는 현상을 말한다.
기본적인 통화 기능뿐 아니라 디지털 카메라, MP3, 방송, 금융 기능까지 갖춘 휴대전화, 와이브로(Wibro)와 같은 유무선의 결합 등이 대표적인 예이다. 또 통신과 방송을 연결한 DMB서비스가 상용화되면서 휴대전화나 차량용 리시버에서 방송을 시청할 수 있게 됐다. 이처럼 영상, 음성, 데이터 등 종류가 다른 미디어가 단말기나 네트워크에 관계없이 융합되어 새로운 서비스를 만들어낸다.
'컨버전스'의 본래 단어의 뜻은 “융합”으로, 디지털 컨버전스에서는 여러 기능을 복합적으로 쓸 수 있게 만든 제품을 뜻한다. 반대되는 개념은 디버전스로, 전문적으로 사용되는 기능만을 강조하는 제품을 말한다.